# Nimnica
Nimnica es un municipio del distrito de Púchov en la región de Trenčín, Eslovaquia, con una población estimada a final del año 2024 de 732 habitantes.
Se encuentra ubicado al noreste de la región, cerca del río Váh (cuenca hidrográfica del Danubio) y de la frontera con la República Checa y la región de Žilina.

## Demografía
| Año        | 1994 | 2004    | 2014    | 2024    |
| ---------- | ---- | ------- | ------- | ------- |
| Población  | 627  | 670     | 701     | 732     |
| Diferencia |      | +6,85 % | +4,62 % | +4,42 % |

| Año        | 2023 | 2024    |
| ---------- | ---- | ------- |
| Población  | 726  | 732     |
| Diferencia |      | +0,82 % |